# Ciprusi törpe elefánt
A ciprusi törpe elefánt (Palaeoloxodon cypriotes, korábban Elephas cypriotes) az emlősök (Mammalia) osztályának ormányosok (Proboscidea) rendjébe, ezen belül az elefántfélék (Elephantidae) családjába tartozó fosszilis faj.

## Leírása
A ma elfogadott tudományos vélemények szerint a ma már kihalt erdei őselefántból (Palaeoloxodon antiquus) alakulhatott ki. Valószínűleg a pleisztocén kor vége felé - körülbelül 110 000 évvel ezelőtt -, a Würm-glaciális ideje alatt vándorolhatott a részben kiszáradt - legalábbis 100 méterrel alacsonyabb vízszintű - Földközi-tenger medencében Anatóliából Ciprusra, majd a tengerszint helyreállása után az izolált zsugorodás körülményei között vált törpe méretűvé. Ennek a jelenségnek az okát – csakúgy, mint más elszigetelt állatcsoportok, elefántok, mamutok törpe-növése esetében – az állomány belterjességében, a táplálék szűkösségében és a ragadozók hiányában vélik megtalálni a kutatók. Becsült tömege mindössze 200 kilogramm és marmagassága 140 centiméter volt, ami azt jelenti, hogy ősei testtömegének (kb. 10 tonna) 98%-át elvesztette. Agyarai aránylag kisebb mértékben csökkentek, szárazföldi őseihez képest 40%-ra estek vissza.
A ciprusi törpe elefánt körülbelül 9000-11 000 évvel időszámításunk előtt pusztult ki. A fajt először az Elephas nembe sorolták be, Elephas cypriotes néven; Dorothea Bate paleontológus írta le elsőnek. 2016-ban, miután nukleinsavas DNS-vizsgálatokat végeztek az élő és kihalt elefántfélék között, a genetikusok rájöttek, hogy a Palaeoloxodonták valójában a Loxodontákal és nem pedig az Elephasokkal állnak közelebbi rokonságban.

## Ásatások
Ellentétben a ciprusi törpe vízilóval, amelynek maradványai nagy tömegben kerültek elő, a törpe elefánt csontjait nagyon ritkán lelték fel. Dorothea Bate írta le tudományosan az első ilyen leletet, amelyet egy barlangban talált a Kerínia-hegységben 1902-ben.